# DNEG
DNEG (anteriorment conegut com a Double Negative) és una companyia britànica d'efectes visuals cinematogràfics, d'animació per ordinador i de conversió 2D a 3D fundada l'any 1998 a Londres.
L'empresa ha rebut quatre premis de l'Acadèmia pel seu treball a les pel·lícules Origen, Interstellar, Ex Machina i Blade Runner 2049. A més, DNEG ha rebut premis BAFTA per Origen, Harry Potter i les relíquies de la mort - Part 2, Interstellar, Blade Runner 2049 i per l'episodi "Metalhead" de Black Mirror, i els premis de la Societat d'Efectes Visuals (Visual Effects Society) pel seu treball en pel·lícules com The Dark Knight Rises, Sherlock Holmes, Origen, Interstellar, Dunkirk i Blade Runner 2049.
DNEG té la seu a Fitzrovia, Londres, amb ubicacions addicionals a Vancouver, Bombai, Los Angeles, Chennai, Mont-real, Hyderabad, Chandigarh i Goa.

## Història

### Orígens
DNEG va obrir per primera vegada les seves portes el 1998 a Londres. Va ser fundada per un petit grup de professionals de la indústria, incloent Peter Chiang (Supervisor de VFX), Matt Holben (Joint MD), Alex Hope (Joint MD) i Paul Franklin (Supervisor de VFX). Double Negative ha passat de ser un petit equip a gairebé 5.000 treballadors a tot el món.
Al llarg dels anys, Double Negative ha treballat en més de 200 pel·lícules i ha desenvolupat relacions de treball amb diversos directius líders. El seu primer projecte va ser Pitch Black, llançada l'any 2000. Des de llavors, alguns dels seus projectes més notables han sigut Enemic a les portes, Batman Begins, Harry Potter i el pres d'Azkaban, Children of Men, Origen, Iron Man 2, Harry Potter i les relíquies de la mort: Part 2, John Carter, Green zone, Interstellar, Ex Machina, Spectre, Blade Runner 2049, Avengers: Infinity War i Godzilla: King of the Monsters.
Els efectes visuals de DNEG han estat premiats amb 4 premis de l'acadèmia, 5 BAFTAs i 8 premis de la societat d'efectes visuals.

### Expansió internacional
L'any 2009, Double Negative va obrir la seva oficina de Singapur, i la va tancar el març de 2016.
L'any següent, Double Negative va crear la seva divisió de Feature Animation per oferir pel·lícules de cinema d'animació de la seva seu a Londres.
L'any 2014, Double Negative es va unir amb Prime Focus World; l'empresa fusionada va ser reconeguda com a DNEG. Després de la fusió, les dues companyies van anunciar l'obertura d'una sucursal a Bombai.
Des de 2014, DNEG ha obert sucursals a Vancouver, Bombai, Los Angeles, Chennai, Mont-real, Hyderabad, Chandigarh i Goa.

### TV VFX
L'abril de l'any 2013, la companyia va llançar DNEG TV, una nova divisió dedicada a la creació d'efectes visuals per la televisió.

### Conversió 2D A 3D
L'equip de conversió de DNEG va ser la primera en convertir una pel·lícula 2D de Hollywood a 3D. Des de llavors s'ha convertit en una de les companyies més grans de conversió a 3D del món cinematogràfic.

## Premis
- Oscar als millors efectes visuals
  - Guanyador: Blade Runner 2049 (2017)
  - Guanyador: Ex Machina (2015)
  - Guanyador: Interstellar (2014)
  - Guanyador: Origen (2010)
  - Nominacions: Harry Potter i les relíquies de la mort: Part 2, Iron Man 2, The Dark Knight
- BAFTA als millors efectes visuals
  - Guanyador: Blade Runner 2049 (2017)
  - Guanyador: Interstellar (2014)
  - Guanyador: Harry Potter i les relíquies de la mort: Part 2 (2011)
  - Guanyador: Origen (2010)
  - Nominacions: Dunkirk, Ant-Man, Ex Machina, The Dark Knight Rises, The Dark Knight, The Bourne Ultimatum, Children of Men, Batman Begins
- BAFTA TV als millors efectes gràfics i visuals
  - Guanyador: Black Mirror - Metallhead (2018)
  - Nominació: Emerald City (2018)
- Premi Saturn als millors efectes visuals
  - Guanyador: Origen (2010)
  - Won: The Dark Knight (2008)
  - Nominacions: The Chronicles of Riddick, Batman Begins, Harry Potter i l'Ordre del Fènix, John Carter, Ex Machina, Blade Runner 2049
- Critics Choice Award
  - Guanyador: Origen (2010)